# ویتولد فوکین
ویتولد پاولوویچ فوکین (به اوکراینی: Віто́льд Па́влович Фо́кін)؛ زادهٔ ۲۵ اکتبر ۱۹۳۲ – درگذشتهٔ ۲۰ مارس ۲۰۲۵) یک سیاست‌مدار اهل اوکراین بود. او از ۲۳ اکتبر ۱۹۹۰ تا ۱ اکتبر ۱۹۹۲ نخست‌وزیر اوکراین بود.
ویتولد فوکین در ۲۰ مارس ۲۰۲۵، در سن ۹۲ سالگی درگذشت.